# Abe Dijkman
Abe Dijkman (Amsterdam, 12 augustus 1993) is een Nederlands acteur.
Dijkman bezocht de IVKO in Amsterdam. In 2001 maakte hij zijn filmdebuut in de korte film Bilocativ. Vanaf 2007 speelde hij ook rollen op televisie, waaronder een van de hoofdrollen in de VPRO-serie Willemspark. In 2012 speelde hij een van de hoofdrollen in de tragikomedie De ontmaagding van Eva van End als een opstandige puber.